# Paloalto
Paloalto – rockowy zespół założony w Los Angeles. Nazwa zespołu pochodzi od przedszkola, do którego uczęszczał James Grundler. Debiutancki album zespołu „Paloalto” został wydany w 2000 roku przez American Recordings, w roku 2003 zespół wydał drugi krążek „Heroes and Villains”. Singel z tego albumu pojawił się na ścieżce dźwiękowej serialu Życie na fali.

## Członkowie
- James Grundler – wokal, gitara
- Andy Blunda – keyboard
- Florian Reinert – perkusja
- Tommy Black – gitara basowa

### Byli członkowie
- Alex Parnell – gitara basowa
- Jason Johnson – gitara

## Dyskografia

### Albumy
- Paloalto (CD) – American Recordings – 2000
- Heroes and Villains (CD) – American Recordings – 2003

### Single
- „Sonny” (CD) – American Recordings – 2000
- „Fade Out/In” (CD) – American Recordings – 2002
- „Breathe In” (CD) – American Recordings – 2003